# Puyi
Aisin-Gioro 'Henry' Puyi (Chinees: 愛新覺羅•溥儀 / 爱新觉罗•溥仪 , Aìxīnjuéluó Pǔ Yí) (Peking, 7 februari 1906 – aldaar, 17 oktober 1967) was onder de naam Xuantong de twaalfde en laatste keizer van de Qing-dynastie en tevens de laatste keizer van China. Hij was de oudste zoon van de tweede prins Chun. Na de dood van zowel keizerin-moeder Cixi als keizer Guangxu kwam Puyi op driejarige leeftijd op de troon onder regentschap van zijn vader. Al in oktober 1911 brak de Xinhai-revolutie uit en op 12 februari 1912 deed Puyi afstand van de troon. Hij bleef officieel nog tot 1924 keizer maar was in feite een gevangene, opgesloten in de Verboden Stad.
In 1917 werd Puyi zelfs opnieuw tot keizer van China uitgeroepen: generaal Zhang Xun, een van de krijgsheren, slaagde er toen namelijk in de Chinese hoofdstad Peking te veroveren en hij probeerde het keizerrijk te herstellen door Puyi weer op de troon te zetten. Twaalf dagen later werd het keizerrijk echter weer ten val gebracht door een andere krijgsheer, generaal Duan Qirui, en moest Puyi dus opnieuw afstand doen van de troon.
Tijdens de Japanse bezetting stichtten de Japanners Mantsjoekwo, en om goede wil te kweken bij de bevolking werd Puyi er de keizer van onder de naam  Kangde. Maar hij had weinig macht, want hij was slechts een marionet van de Japanners.
Aan het eind van de Tweede Wereldoorlog werd Puyi gevangengenomen door het Rode Leger en naar de Sovjet-Unie gebracht. In 1950 werd hij door de Sovjetautoriteiten overgedragen aan het (inmiddels) communistische regime van Mao, en gearresteerd wegens collaboratie met de Japanse bezetters en in een heropvoedingskamp voor oorlogscriminelen geïnterneerd in Shenyang en later Harbin. In december 1959 kreeg hij amnestie van Mao Zedong, waarbij hij door premier Zhou Enlai persoonlijk werd ontvangen. Enige tijd later nam hij het beroep aan van tuinman in de botanische tuin van Peking. In 1964 publiceerde hij zijn autobiografie De eerste helft van mijn leven. In 1967 overleed Puyi, min of meer als vrij man, in Peking aan kanker. Hij had geen kinderen.
Puyi's leven werd verfilmd door de Italiaanse regisseur Bernardo Bertolucci, als L'Ultimo Imperatore (1987) (The Last Emperor).

## Harem
- Wan Rong (1906 - 1946) was de vrouw van Puyi. Zij werd zijn keizerin, hoewel niet officieel.
- Wen Xiu (1909 - 1953).
- Tan Yuling (1920 - 1942) huwde Puyi tijdens zijn heerschappij in Mantsjoekwo. Zij overleed onverwachts nadat zij door een Japanse dokter werd geopereerd.
- Li Yuqin (1928 - 2001).
- Li Shuxian (1925 - 1997).

## Galerij

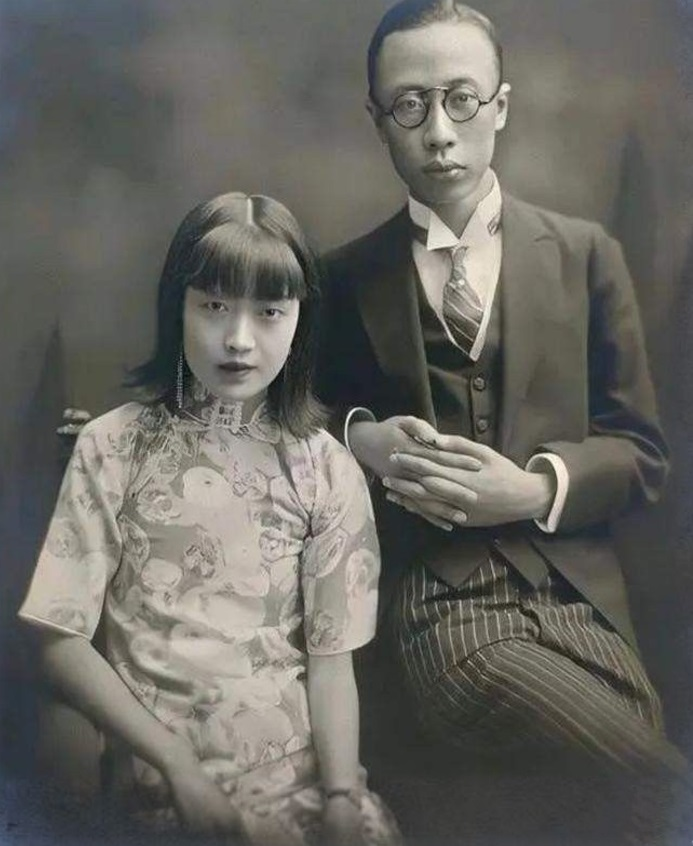
Puyi en Wan Rong in de jaren 20
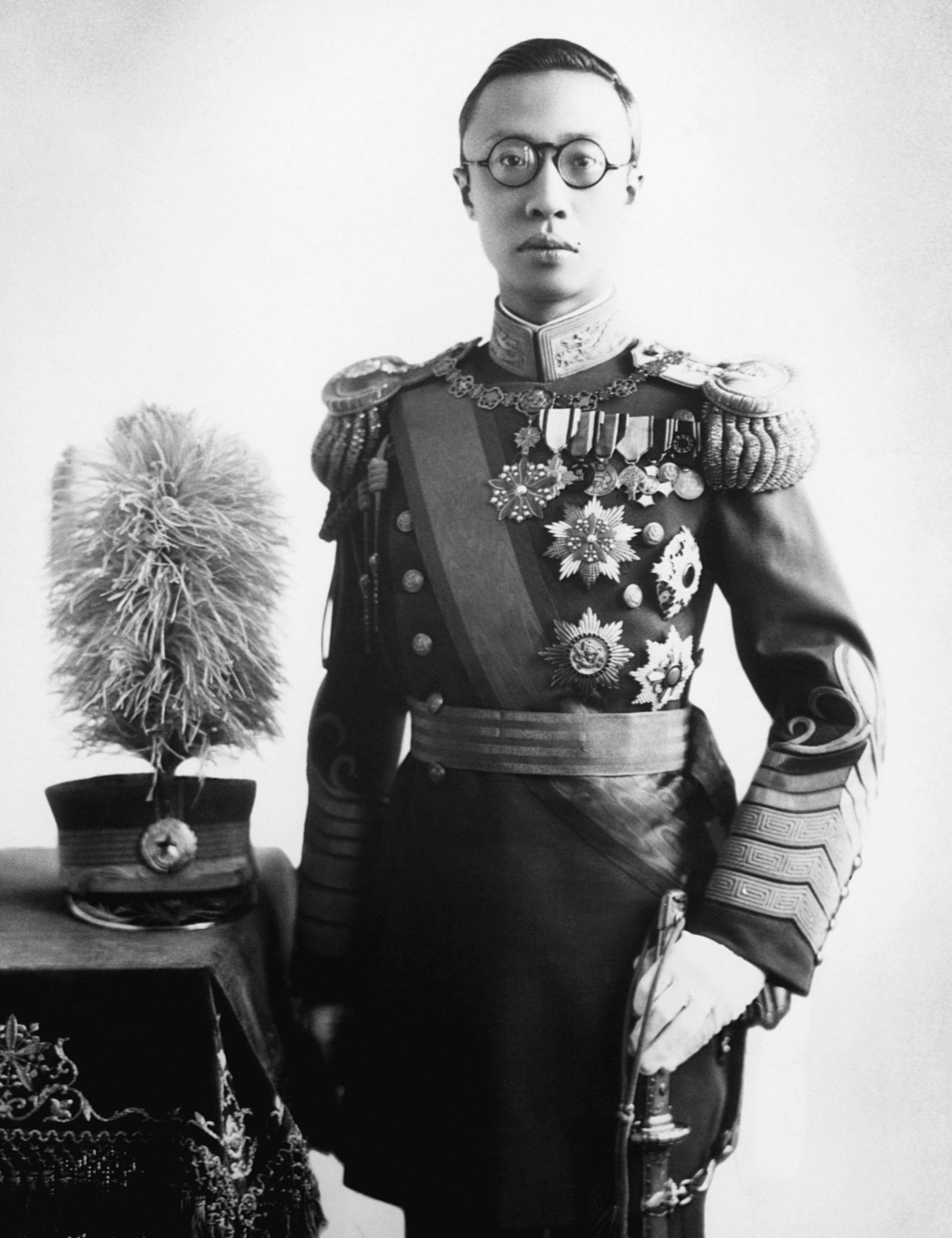
Als keizer van Mantsjoekwo
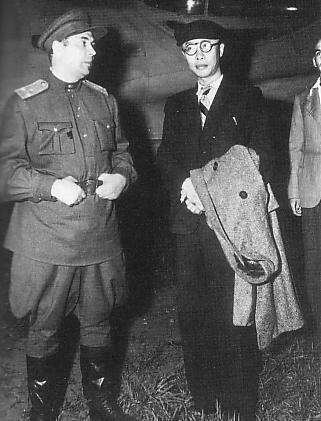
Een officier van het Rode Leger met Puyi in 1946

- Bibsys: 90326947
- Biblioteca Nacional de Chile: 000064542
- Biblioteca Nacional de España: XX5502446
- Bibliothèque nationale de France: cb12086499j (data)
- Catàleg d'autoritats de noms i títols de Catalunya: 981058520015606706
- CiNii: DA02600869
- Gemeinsame Normdatei: 118742868
- International Standard Name Identifier: 0000 0000 8135 0328
- KulturNav: b6e66d9a-e892-46b6-ad30-07928032c920
- Library of Congress Control Number: n50059497
- Nationale Bibliotheek van Letland: 000116887
- National Archives and Records Administration: 10581301
- National Central Library: 1080608
- Bibliotheek van het Japanse parlement: 00363945
- Nationale Bibliotheek van Tsjechië: jn20000701406
- Nationale bibliotheek van Australië: 36730645
- Nationale Bibliotheek van Israël: 987007278234805171
- Nationale Bibliotheek van Polen: a0000001181039
- Nationale en Universitaire bibliotheek Zagreb: 000103755
- Nederlandse Thesaurus van Auteursnamen: 140237127
- Réseau des bibliothèques de Suisse occidentale: 02-A000126701
- LIBRIS: 196567
- SNAC: w6h42gsq
- Système universitaire de documentation: 02733709X
- Trove: 1438513
- Virtual International Authority File: 56581612
- WorldCat: E39PBJj4pQpDVJ3XHPBb6cjBfq